# Ville du grand Dandenong
La ville du grand Dandenong (City of Greater Dandenong) est une zone d'administration locale dans les faubourgs sud-est de Melbourne au Victoria en Australie. Le siège de son conseil est à Springvale
Elle résulte de la fusion en 1994 des villes de Dandenong et de Springvale.

## Conseillers
La ville est divisée en onze secteurs qui élisent chacun un conseiller :
- Springvale Central
- Dandenong
- Cleeland
- Dandenong Nord
- Keysborough
- Keysborough Sud
- Lyndale
- Noble Park
- Noble Park Nord
- Springvale Nord
- Springvale Sud

## Quartiers
La ville comprend les quartiers de:
- Bangholme
- Dandenong
- Dandenong Nord
- Dandenong Sud
- Keysborough
- Lyndhurst
- Noble Park
- Noble Park Nord
- Springvale
- Springvale Sud

## Jumelages
Dandenong est jumelée avec :
- Xuzhou (Chine)